# Prionovolva brevis
Prionovolva brevis là một loài ốc biển, là động vật thân mềm chân bụng sống ở biển trong họ Ovulidae.

## Miêu tả
```
Loài này có kích thước giữa 6
 
mm and 22
 
mm
```

## Phân bố
Chúng phân bố ở Thái Bình Dương dọc theo Nhật Bản, Đài Loan, Philippines, Papua New Guinea và New South Wales, Australia và ở Ấn Độ Dương dọc theo Somalia.